# Monte Yoshino
Il monte Yoshino (吉野山?, Yoshino-yama) è una montagna situata nella città di Yoshino, nel distretto di Yoshino, all'interno della prefettura di Nara in Giappone.

## Caratteristiche
Il monte è un noto sito letterario e religioso. È rinomato per i suoi fiori di ciliegio e attrae molti visitatori ogni primavera, quando gli alberi sono in fiore. Dal 2004, il monte Yoshino è parte di un patrimonio dell'umanità UNESCO, sotto il nome Siti sacri e vie dei pellegrini nella penisola di Kii.
Il monte Yoshino è famoso per avere più di 30000 alberi sakura. Questi alberi hanno ispirato per secoli gli autori della poesia waka e dei canti popolari. Tra gli altri, il monte è l'ispirazione di una waka contenuta nella raccolta Kokinwakashū, risalente al X secolo, e di numerosi componimenti dell'Ogura Hyakunin isshu.
I ciliegi di Yoshino furono piantati in quattro boschetti ad altitudini diverse, in modo tale che potessero fiorire a tempi diversi durante la primavera. Un resoconto del 1714 spiegò che, durante l'arrampicata fino alla cima, i viaggiatori riuscivano a osservare i 1000 ciliegi inferiori a valle, i 1000 lungo la strada, i 1000 più in alto quasi alla vetta, e i 1000 nei recinti del santuario interno alla vetta.
Nell'area circostante il monte Yoshino, si trovano numerose mete di interesse religioso e di pellegrinaggio, tra cui il Santuario Yoshino Mikumari, il Santuario Kimpu e Kimpusen-ji.
Tra i prodotti più noti che si possono trovare nei negozi della zona del monte Yoshino si annoverano prodotti commestibili a base di radice di kudzu e sushi avvolto in foglie di cachi (kakinoha-zushi).

## Galleria d'immagini

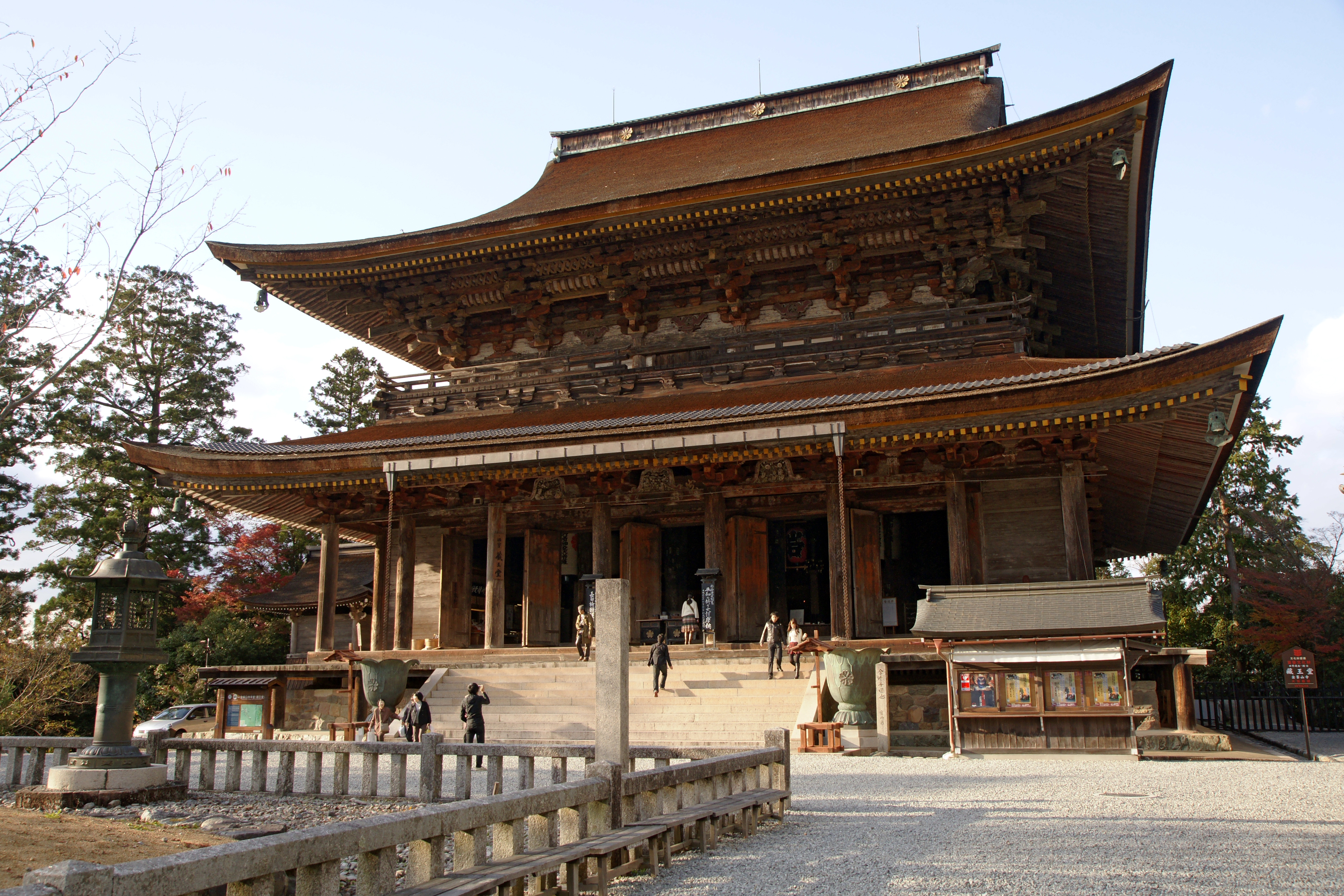
Zaōdō di Kimpusen-ji, Patrimonio dell'Umanità
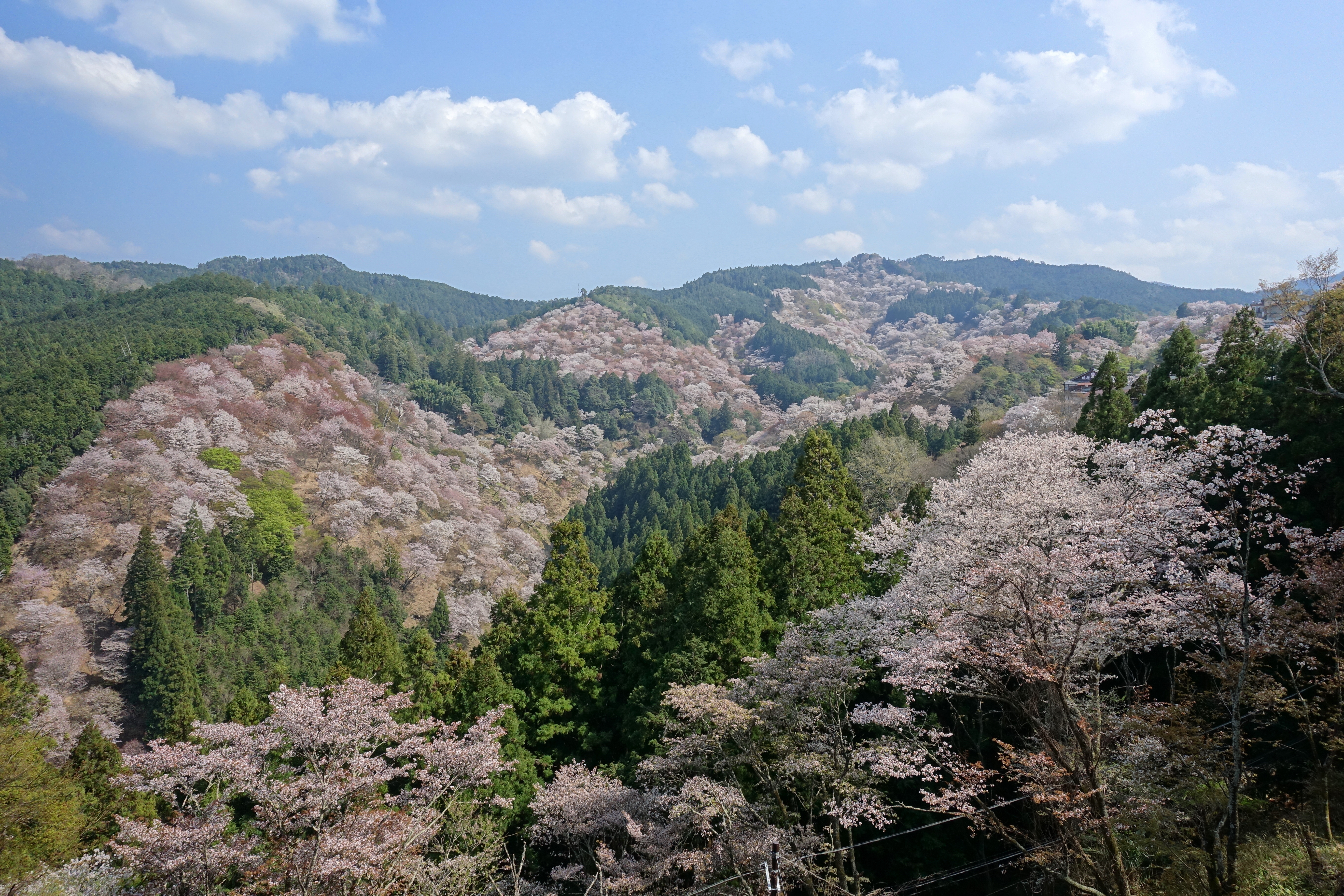
Fioritura dei ciliegi sulle colline circostanti